# IC 4047
IC 4047 ist eine Spiralgalaxie vom Hubble-Typ Sb im Sternbild Coma Berenices am Nordsternhimmel, die schätzungsweise 401 Millionen Lichtjahre von der Milchstraße entfernt ist.
Das Objekt wurde am 27. Januar 1904 von Max Wolf entdeckt.